# Facta Loquuntur
Facta Loquuntur es el álbum debut de la banda de Black metal, Absurd. El CD y Vinilo fueron originalmente lanzados por la discografía No Colours Records limitado a 500 copias. Más tarde el álbum fue relanzado por la discografía Stellar Winter Records y Totenkopf Propaganda y luego por World Terror Committee en digipack incluyendo 3 bonus tracks. 

## Lista de canciones
1. Werwolf - 02:35
2. The Gates Of Heaven - 03:16
3. Pesttanz - 02:46
4. Eternal Winter - 04:15
5. Deep Dark Forest - 04:58
6. First Winter Of Bloodred Snow - 02:58
7. Mourning Soul - 02:11
8. Dreaming Of Love - 04:43
9. Wartend In Einsamkeit - 07:07
10. Der Sieg Ist Unser - 01:40

## Pistas adicionales

### Supreme art relanzamiento bonus tracks
1. In Des Mondes Blut'gem Schein
2. Verlassen
3. Lord Of Ages (Blood Axis cover)
4. Werwolf (different version)
5. Ashes To Ashes
6. Last Breath
7. Green Heart
8. Requiem
9. Vampire
10. Tod Vor Sonnenaufgang
11. Für Germanien
12. Als Die Alten Jung Noch Waren

### World Terror Committee relanzamiento bonus tracks (digipack)
1. In Des Mondes Blut'gem Schein
2. Verlassen
3. Mourning Soul (Live)

- Datos: Q1391703